# Trofeo Alfredo Binda - Comune di Cittiglio 2024
Il Trofeo Alfredo Binda - Comune di Cittiglio 2024, quarantottesima edizione della corsa e valevole come settima prova dell'UCI Women's World Tour 2024 categoria 1.WWT, si svolse il 17 marzo 2024 su un percorso di 140,5 km, con partenza da Maccagno con Pino e Veddasca e arrivo a Cittiglio, in Italia. La vittoria andò all'italiana Elisa Balsamo, la quale completò il percorso in 3h40'09", alla media di 38,292 km/h, precedendo la belga Lotte Kopecky e l'olandese Puck Pieterse.
Sul traguardo di Cittiglio 57 cicliste, delle 131 partite da Maccagno con Pino e Veddasca, portarono a termine la competizione.

## Squadre e corridori partecipanti
| N.      | Cod. | Squadra                   |
| ------- | ---- | ------------------------- |
| 1-6     | LTK  | Lidl-Trek                 |
| 11-16   | SDW  | Team SD Worx-Protime      |
| 21-25   | CSR  | Canyon-SRAM Racing        |
| 31-36   | LAJ  | Liv AlUla Jayco           |
| 41-46   | UAD  | UAE Team ADQ              |
| 51-56   | HPH  | Human Powered Health      |
| 61-66   | CGS  | Roland                    |
| 71-76   | DFP  | Team DSM-Firmenich PostNL |
| 81-86   | MOV  | Movistar Team             |
| 91-96   | FST  | FDJ-Suez                  |
| 101-106 | AGS  | AG Insurance-Soudal Team  |
| 111-116 | FED  | Fenix-Deceuninck          |

| N.      | Cod. | Squadra                          |
| ------- | ---- | -------------------------------- |
| 121-126 | COF  | Cofidis Women Team               |
| 131-136 | EFC  | EF Education-Cannondale          |
| 141-146 | LKF  | Laboral Kutxa-Fundación Euskadi  |
| 151-156 | EIC  | Eneicat-CMTeam                   |
| 161-166 | KWT  | K2 Women Team                    |
| 171-176 | BZA  | BTC City Ljubljana Zhiraf Ambedo |
| 181-186 | VAI  | Aromitalia 3T Vaiano             |
| 191-195 | SBT  | Isolmant-Premac-Vittoria         |
| 201-206 | MDS  | Team Mendelspeck Ge-Man          |
| 211-216 | TOP  | Top Girls Fassa Bortolo          |
| 221-226 | BPK  | BePink-Bongioanni                |

## Ordine d'arrivo (Top 10)
| Pos. | Corridore          | Squadra  | Tempo    |
| ---- | ------------------ | -------- | -------- |
| 1    | Elisa Balsamo      | Lidl     | 3h40'09" |
| 2    | Lotte Kopecky      | SD Worx  | a 1"     |
| 3    | Puck Pieterse      | Fenix    | s.t.     |
| 4    | Soraya Paladin     | Canyon   | s.t.     |
| 5    | Pfeiffer Georgi    | DSM      | s.t.     |
| 6    | Karlijn Swinkels   | UAE ADQ  | s.t.     |
| 7    | Olivia Baril       | Movistar | s.t.     |
| 8    | Silvia Persico     | UAE ADQ  | s.t.     |
| 9    | Évita Muzic        | FDJ      | s.t.     |
| 10   | Niamh Fisher-Black | SD Worx  | s.t.     |